# Тео, Джонатан
Джонатан Тео́ (фр. Jonathan Tehau; род. 5 января 1988, Таити, Заморские владения Франции) — таитянский футболист, защитник. Выступал за национальную сборную Таити.

## Карьера

### В сборной
В 2010 году полузащитник дебютировал в главной сборной страны. После перерыва в один год он был вновь вызван в национальную команду для участия в Кубке наций ОФК 2012. На соревновании таитянин забил два гола в ворота Самоа (итоговый счёт — 10:1 в пользу Таити), а также по разу отличился в играх против Вануату и Соломоновых Островов. На том турнире коллектив сборной Таити впервые в своей истории занял первое место.
В июне 2013 года вместе со своей сборной принял участие в Кубке Конфедераций. В первом матче группового этапа Таити проиграла Нигерии — 1:6. Джонатан забил единственный мяч родной сборной в этой игре. Этот гол стал историческим: первым для сборной Таити в международных турнирах ФИФА. Но в этом же матче, несколько минут спустя, Тео отметился голом в свои ворота.

## Личная жизнь
У Джонатана Тео есть братья-близнецы — Лоренцо и Альвен, а также двоюродный брат Теаоньи. Все они также играют в сборной Таити по футболу.